# Dirk Wolbers
Dirk Johannes Wolbers (Haarlem, 10 juni 1890 – Voorschoten, 22 september 1957) was een Nederlandse beeldhouwer, tekenaar en medailleur.

## Leven en werk
Dirk Wolbers kreeg van 1905 tot 1907 les aan de Tekenschool voor de werkende stand in Amsterdam en studeerde van 1907 tot 1909 bij Bart van Hove aan de Rijksacademie van Beeldende Kunsten in Amsterdam. Aansluitend studeerde Wolbers nog in Brussel aan het vrije beeldhouwersatelier van Charles Van der Stappen en Victor Rousseau.
Wolbers was gespecialiseerd in het maken van monumentale beeldengroepen voor de bouw en hij vervaardigde diverse graf- en oorlogsmonumenten.
De beeldhouwer komt in 1957 in Voorschoten om het leven bij een verkeersongeval met zijn auto.

## Werken (selectie)
- 1918 Knielende arbeiders, Bronsteeweg in Heemstede
- 1918 Ds. A.S. Talma en twee arbeiders (grafmonument) in Bennebroek (Bloemendaal)
- 1920 Zeven beelden voor het stadhuis in Rotterdam
- 1922 Watersnoodmonument Kloosterzande, aan de Tasdijk nabij Kloosterzande
- 1927/28 Willem Einthoven
- 1937 Veilig in 't verkeer, Laan van Meerdervoort/Conradbrug in Den Haag
- 1950 Oorlogsmonument,[3] Verploegh Chasséplein in Vlaardingen
- 1951 Monument voor de gevallenen,[4] Walkartpark in Zeist
- 1952 Marie de la Queillerie (standbeeld), Kaapstad (Zuid-Afrika)
- 1958 Verzetsmonument 1940-1945 in Deventer

## Fotogalerij

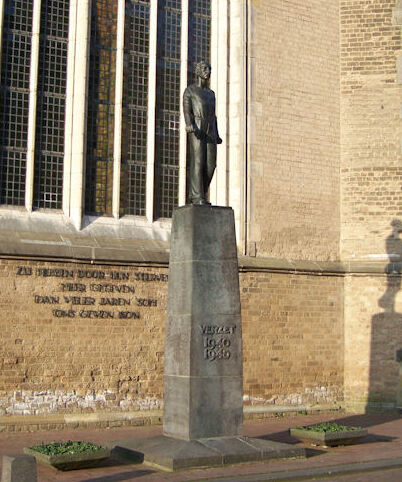
Verzetsmonument (1958) in Deventer
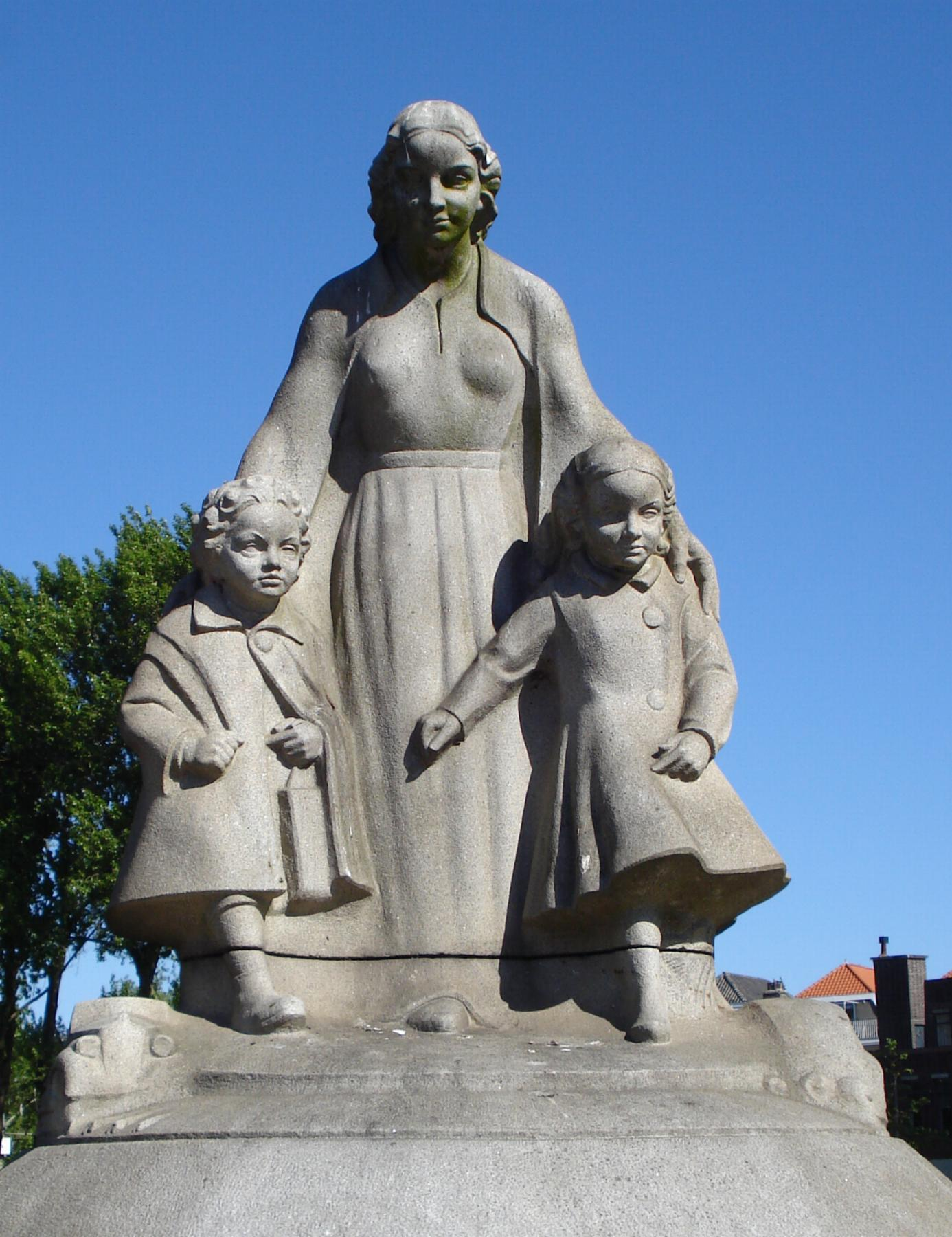
Veilig in 't verkeer (1937), Den Haag
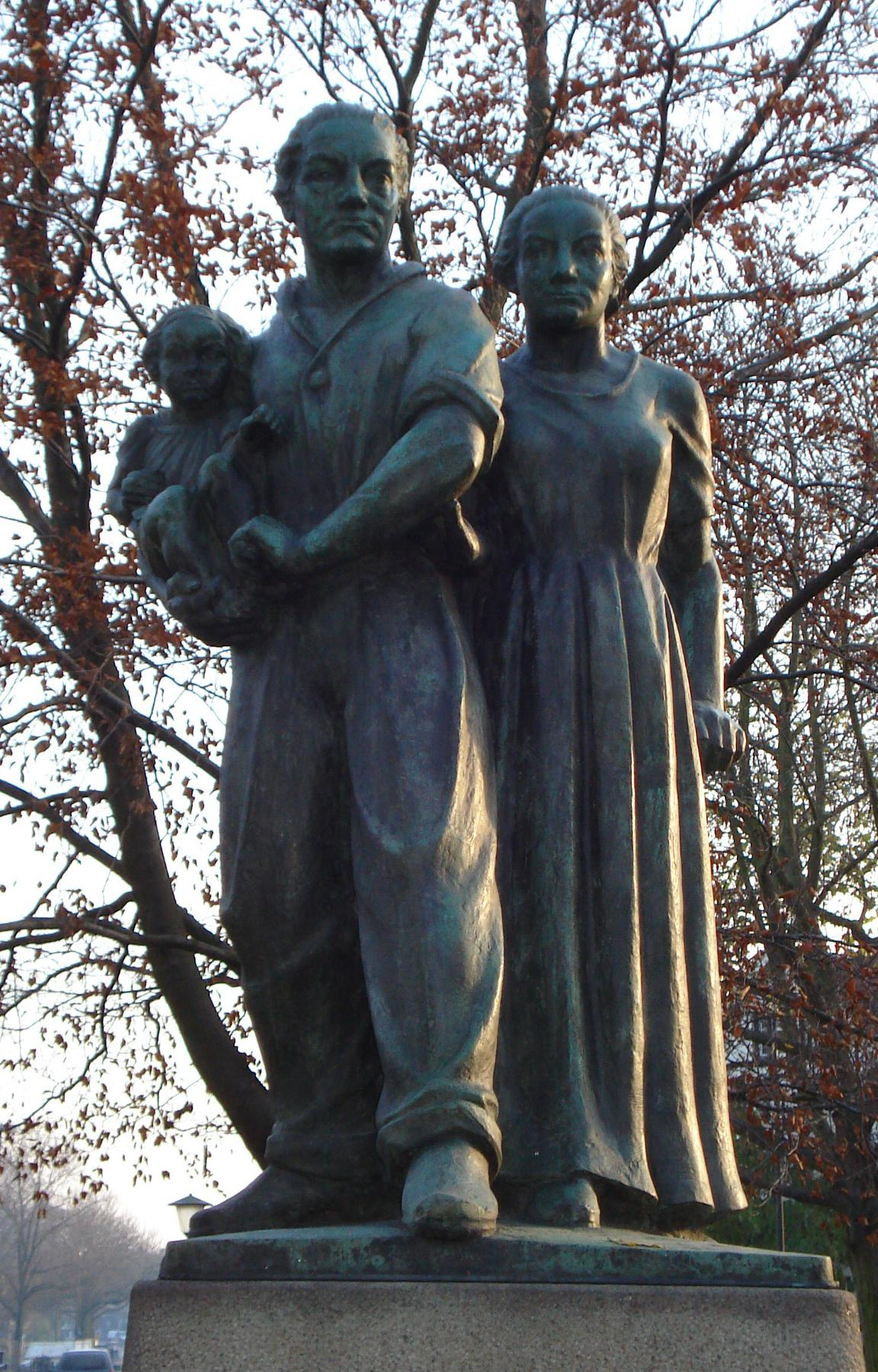
Oorlogsmonument (1950), Vlaardingen
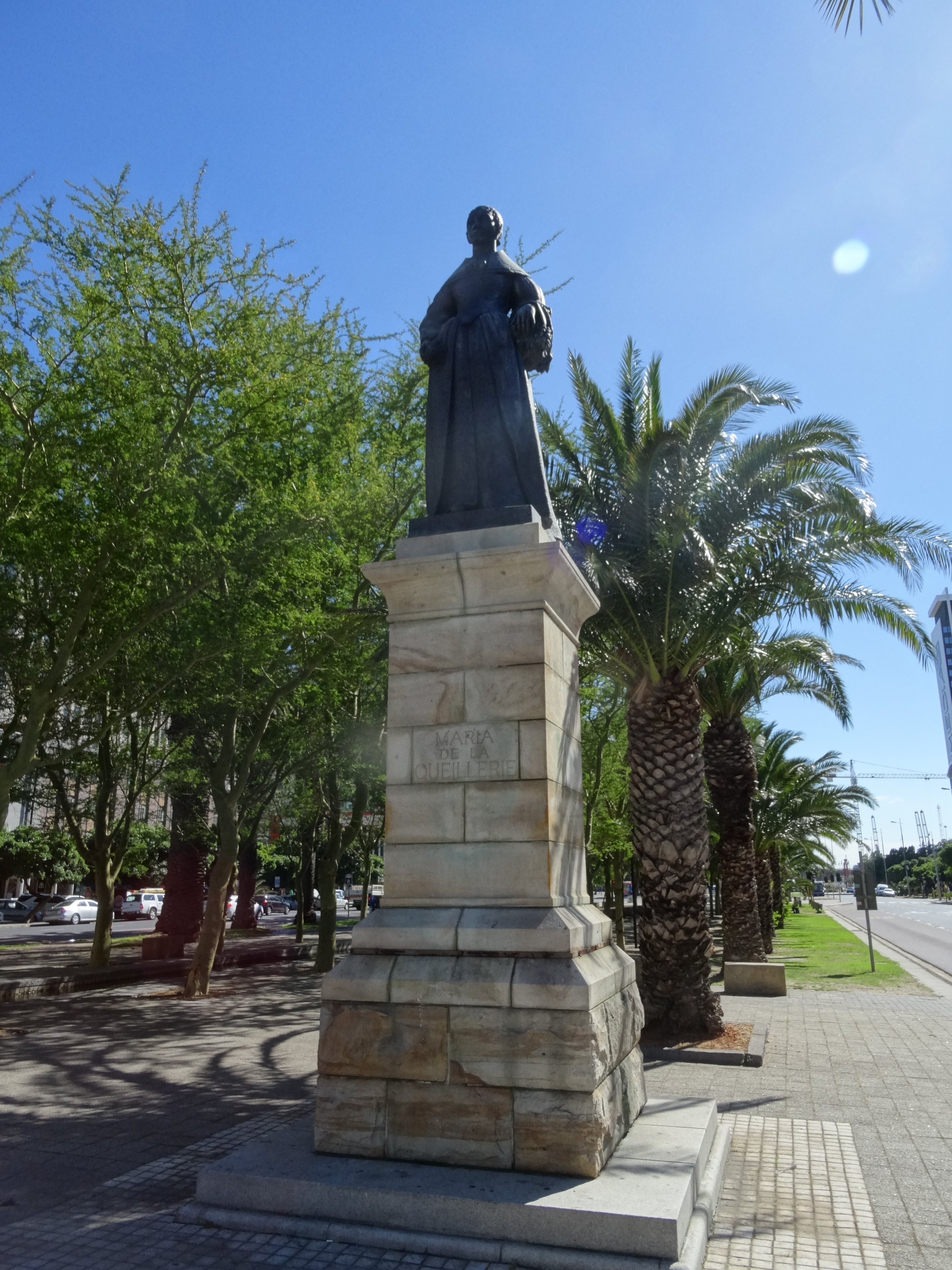
Standbeeld van Maria de la Queillerie (1952), Kaapstad
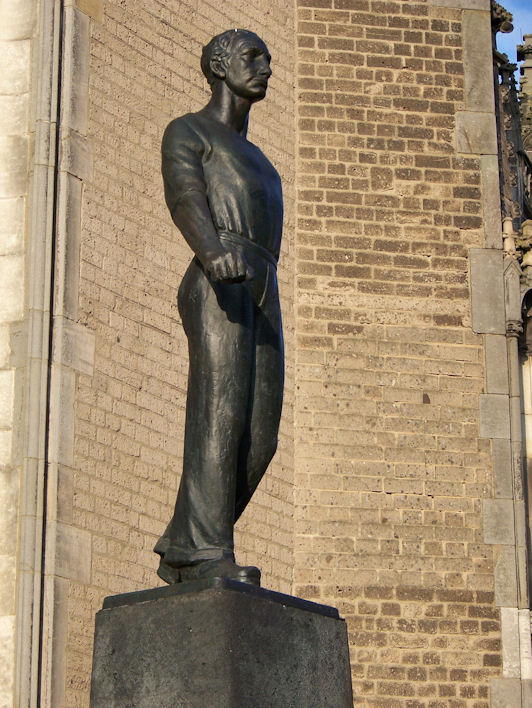
Verzetsmonument (1958), Deventer